# Trisetum irazuense
Trisetum irazuense là một loài thực vật có hoa trong họ Hòa thảo. Loài này được (Kuntze) Hitchc. miêu tả khoa học đầu tiên năm 1927.